# Xã Shoal Creek, Quận Bond, Illinois
Xã Shoal Creek (tiếng Anh: Shoal Creek Township) là một xã thuộc quận Bond, tiểu bang Illinois, Hoa Kỳ. Năm 2010, dân số của xã này là 1.783 người.